# Gananath Obeyesekere
Gananath Obeyesekere (en singhalais : ගණනාථ ඔබේසේකර), né le 2 février 1930 à Ceylan (colonie britannique) et mort le 25 mars 2025, est un anthropologue sri-lankais. Il est un spécialiste du Sri Lanka et professeur émérite d'anthropologie à l'université de Princeton.

## Biographie
Gananath Obeyesekere obtient son doctorat à l'université de Washington en 1964. À partir de 1988 et jusqu'en 2000, il enseigne l'anthropologie à l'université de Princeton. Son domaine de recherche s'étend à la psychanalyse, l'herméneutique, l'anthropologie sociale et au bouddhisme. Il se spécialise dans une approche psychanalytique de l'anthropologie, et étudie le symbolisme personnel en rapport aux expériences religieuses. Il a effectué des études de terrain au Sri Lanka et en Inde. Il s'intéresse également aux voyages des explorateurs européens dans le Pacifique à partir du XVIIIe siècle, et aux conséquences de ces voyages sur le développement de l'ethnographie.

### Polémique avec Marshall Sahlins sur la rationalité des Hawaïens
Dans les années 1990, Gananath Obeyesekere critique l'anthropologue américain Marshall Sahlins pour son interprétation du comportement des Hawaïens lors de la mort du capitaine James Cook en 1779. Pour Sahlins, les Hawaiiens avaient reconnu en Cook leur dieu Lono, et sa mise à mort fut en accord avec les prescriptions d'un rituel préexistant, appliqué logiquement lorsque le dieu semblait être arrivé. D'après Sahlins, la rationalité des Hawaïens était distincte de celle des Européens, mais non moins valable pour autant. Pour Gananath Obeyesekere, les Hawaïens avaient reconnu en Cook un grand chef, et non un dieu. D'après lui, la rationalité des Hawaïens ne se distinguait pas radicalement de celle des Européens. La dispute entre les deux anthropologues mena à plusieurs publications et contre-publications, et suscita des réponses d'autres historiens, sociologues ou anthropologues, qui prirent parti pour l'un ou pour l'autre — tels Borofsky pour Sahlins, ou Windschuttle pour Gananath Obeyesekere.

## Ouvrages
- Land Tenure In Village Ceylon : A Sociological And Historical Study, 1967
- Medusa's Hair : An Essay On Personal Symbols And Religious Experience, 1981
- The Cult Of The Goddess Pattini, 1984
- Buddhism Transformed: Religious Change in Sri Lanka (avec Richard Gombrich), 1988
- The Work Of Culture : Symbolic Transformation In Psychoanalysis And Anthropology, 1990
- The Apotheosis Of Captain Cook : European Mythmaking In The Pacific, 1992
- Imagining Karma: Ethical Transformation in Amerindian, Buddhist, and Greek Rebirth, 2002
- Cannibal Talk : The Man-Eating Myth and Human Sacrifice in the South Seas, 2005
- Karma and Rebirth: A Cross Cultural Study, 2005